# Krásna Lúka
Krásna Lúka (in ungherese Széprét, in tedesco Schönweis) è un comune della Slovacchia facente parte del distretto di Sabinov, nella regione di Prešov.